# قلعه برن
قلعه برن (رومانیایی: Castelul Bran) یک دژ واقع در براشوف، رومانی می‌باشد. این قلعه در منطقه مرکزی رومانی واقع شده ایت

## نگارخانه

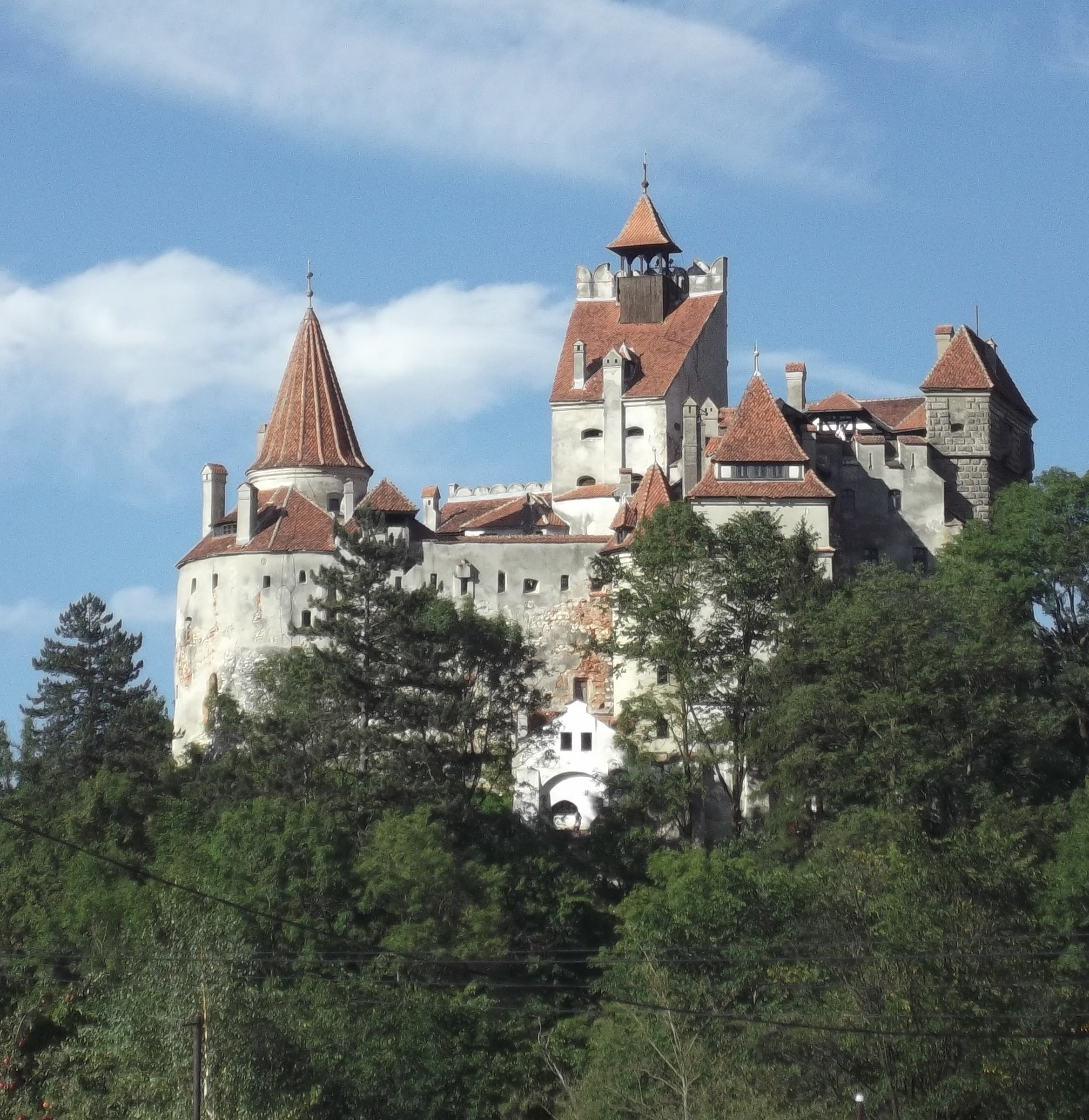
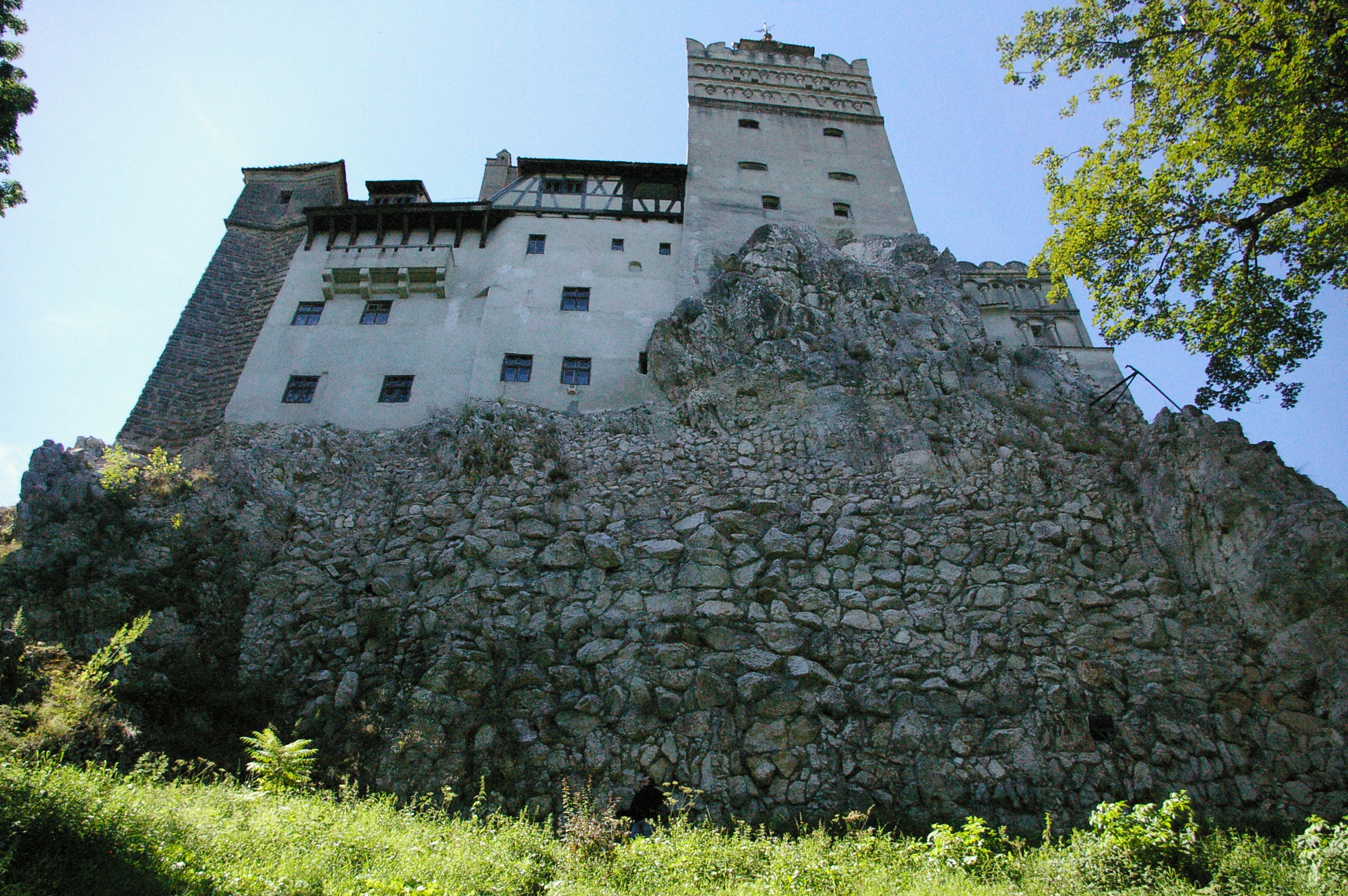
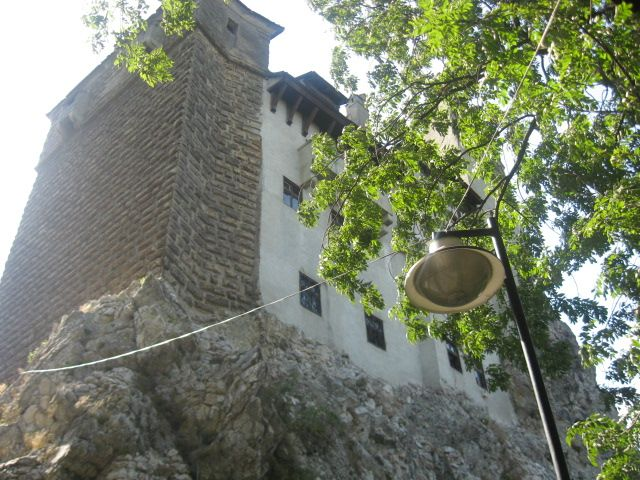
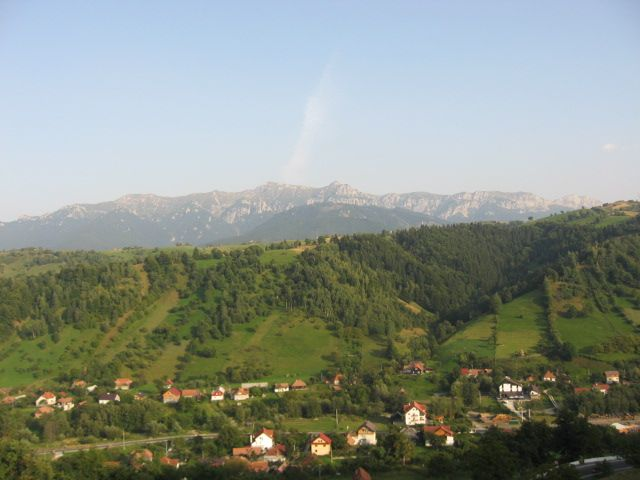
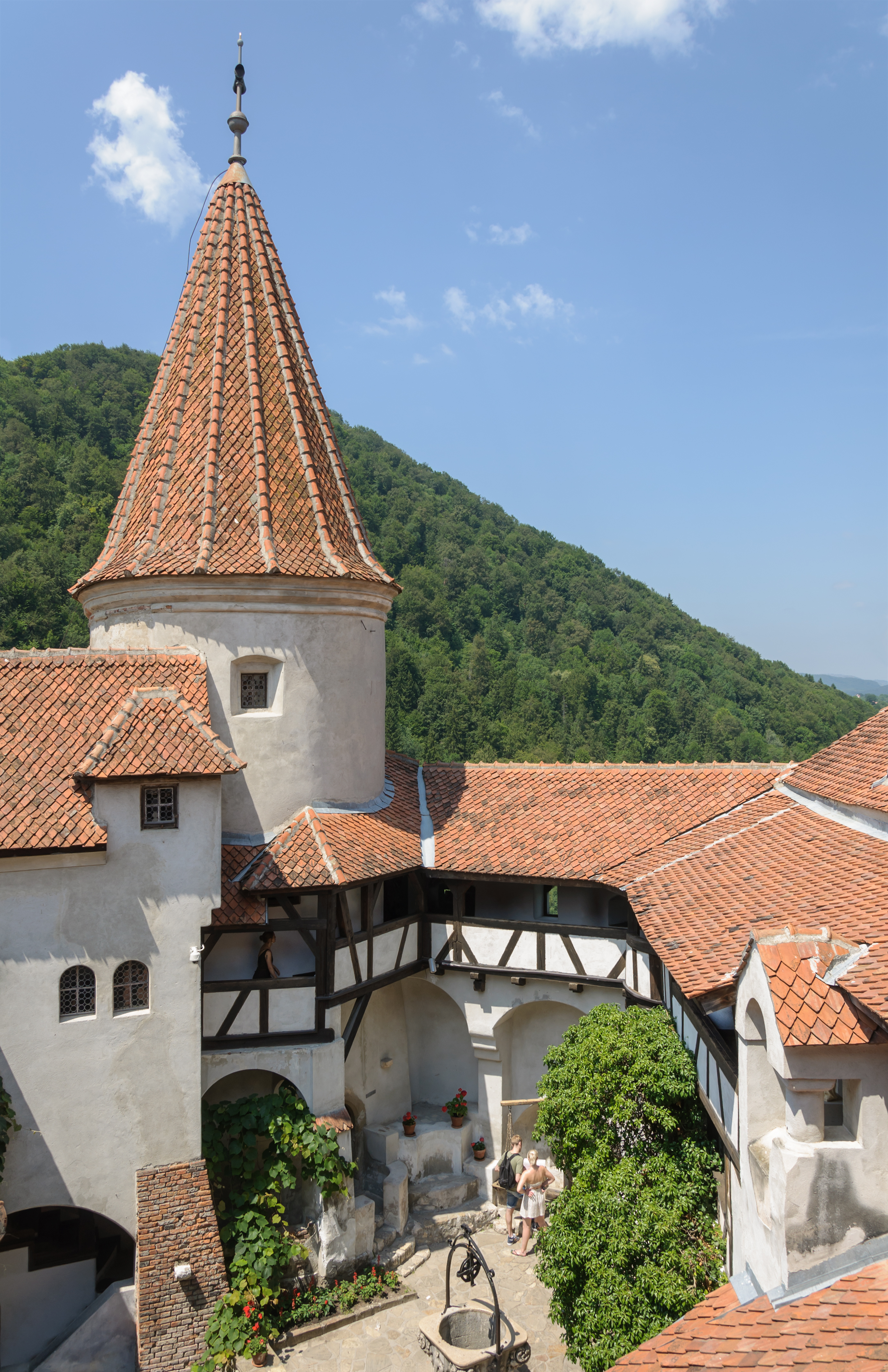
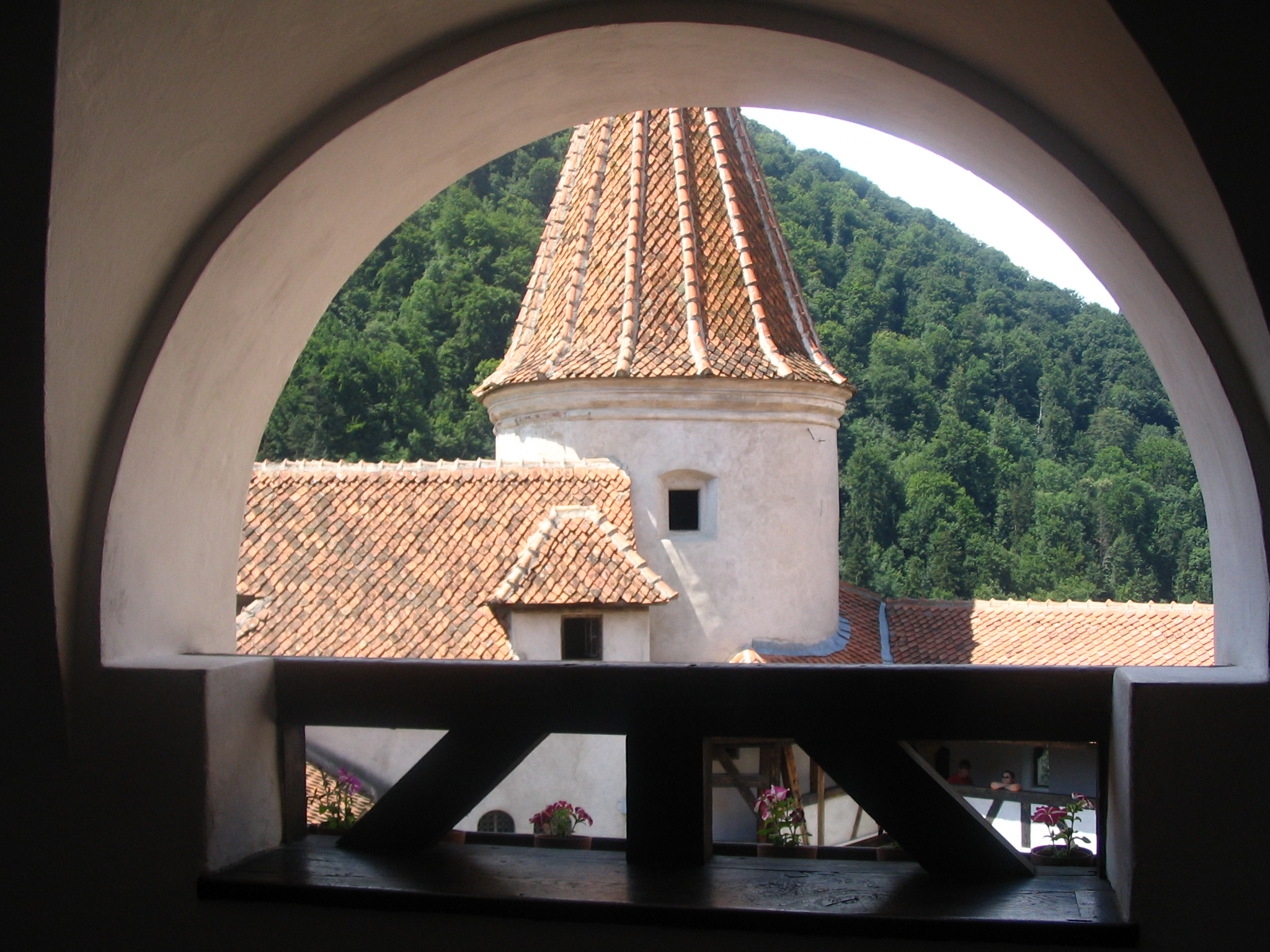
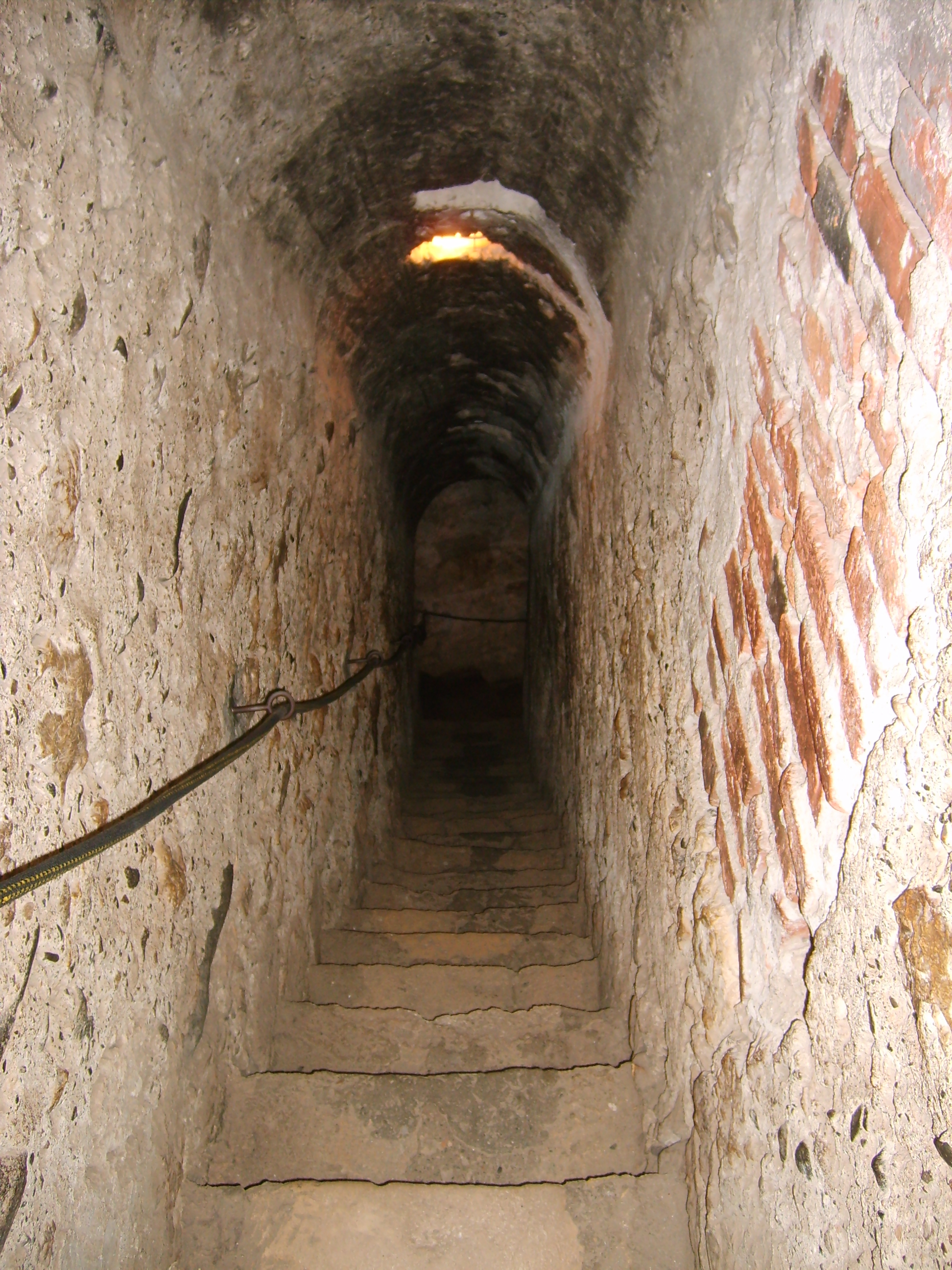
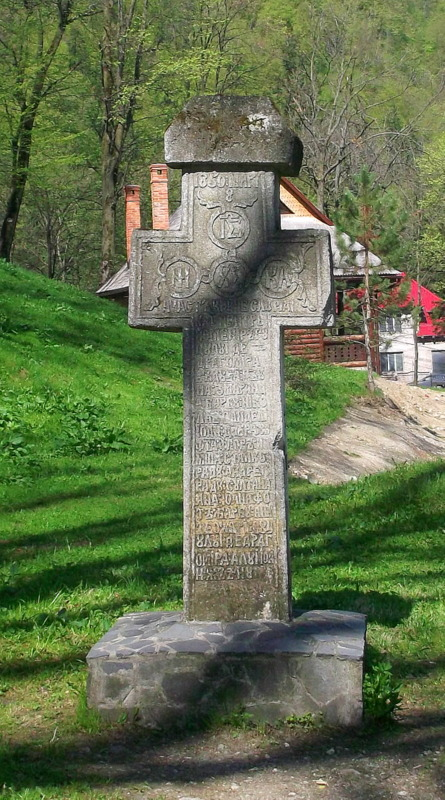